# Трійця (фільм, 1990)
«Трійця» («Troița») — радянський телефільм 1990 року, знятий режисером Віктором Букетару на студії «Telefilm-Chişinău».

## Сюжет
Про людей, які збирають багатство, при цьому втрачають багатство власної душі … Ніканор, господар будинку, все життя займався накопиченням і раптом, відразу, зазнає краху і втрачає все …

## У ролях
- Борис Бекет — Ніканор
- Віктор Чутак — Савка
- Віталіє Русу — Фімка
- Вероніка Григораш — Маргарета
- Родіка Кожокару — Ліза
- Костянтин Константинов — роль другого плану
- М. Тимуш — роль другого плану
- Ж. Заяц — роль другого плану
- Георге Ротераш — роль другого плану
- Думітру Фусу — Василь Георгійович

## Знімальна група
- Режисер — Віктор Букетару
- Сценарист — Дмитро Матковський
- Оператор — Сілвіу Дабіжа
- Композитор — Іон Алдя-Теодорович
- Художники — Стан Мартін, Ніколає Слусарі